# Siphona gedeana
Siphona gedeana är en tvåvingeart som beskrevs av Wulp 1896. Siphona gedeana ingår i släktet Siphona och familjen parasitflugor. Inga underarter finns listade i Catalogue of Life.